# Ioannis Mitropoulos
 Ioannis Mitropoulos (griechisch Ιωάννης Μητρόπουλος, * 1874 in Athen; † ?) war ein griechischer Turner, Mitglied im Verein Ethnikos Gymnastikos Syllogos.
Mitropoulos nahm an den Turnwettbewerben der Olympischen Spiele 1896 in Athen teil. Er wurde erster Olympiasieger beim Turnen an den Ringen. Außerdem war er Mitglied der griechischen Barrenmannschaft und gewann im Team zusammen mit Ioannis Chrysaphis, Filippos Karvelas und Dimitrios Loundras eine Bronzemedaille.